# Katrin Eggenberger

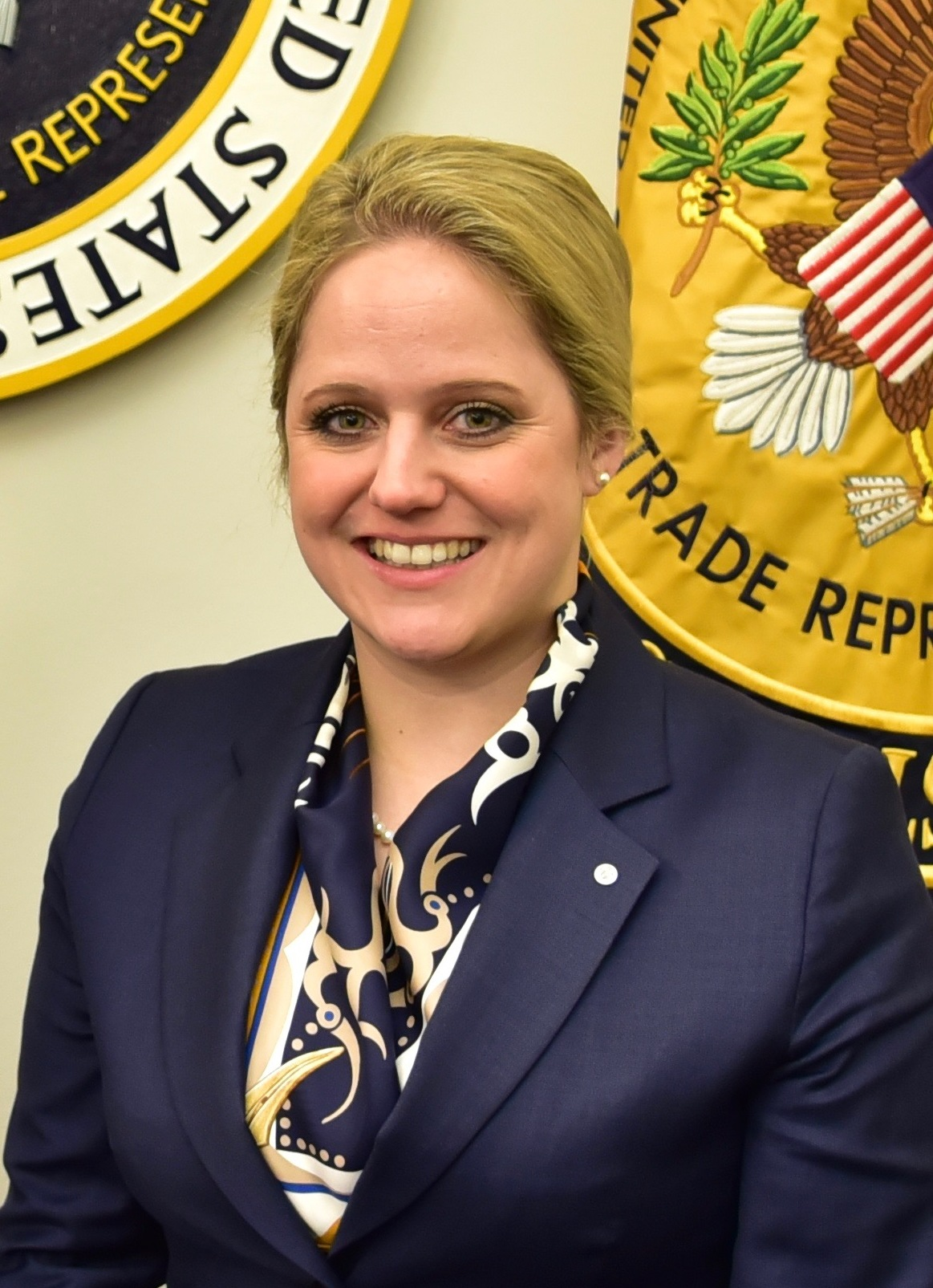
Katrin Eggenberger (2020)

Katrin Eggenberger (* 8. September 1982 in Werdenberg SG) ist eine liechtensteinische Politikerin (FBP). Sie war von 11. November 2019 bis 25. März 2021 Mitglied der Regierung des Fürstentums Liechtenstein. Als Regierungsrätin war sie dabei für das Ministerium für Äusseres, Justiz und Kultur verantwortlich.

## Ausbildung und Beruf
Katrin Eggenberger ist als Kind eines Schweizer Vaters und einer liechtensteinischen Mutter liechtensteinisch-schweizerische Doppelbürgerin, wobei sie in Werdenberg im Schweizer Kanton St. Gallen, unweit der liechtensteinischen Grenze zur Welt kam. Die Grundschulen besuchte sie in der Folge auch in der Schweiz, ehe sie zum Bachelor- und Masterstudium an die Universität Liechtenstein kam. Sie absolvierte zunächst von 2003 bis 2008 ein Bachelorstudium mit Vertiefung in Finanzdienstleistungen und ab 2010 ein Masterstudium mit Vertiefung Banking and Financial Management, welches sie im Jahr 2012 abschloss.
Neben ihrem Studium arbeitete sie von 2002 bis 2003 bei der LGT Bank in Liechtenstein, von 2004 bis 2008 bei der VP Bank ebenfalls im Fürstentum Liechtenstein und wurde 2008 Mitglied der Direktion der Notenstein Privatbank in St. Gallen. 2014 kehrte sie in den akademischen Lehrbetrieb zurück und nahm an der Universität St. Gallen das Doktoratsstudium der Staatswissenschaften auf. Gleichzeitig begann sie im Rahmen dessen eine umfassende Forschungstätigkeit unter anderem an der London School of Economics and Political Science, an der University of Cambridge sowie im Jahr 2015 als Gastforscherin am Berkman Klein Center for Internet & Society der Harvard University und am Liechtenstein Institute on Self-Determination der Princeton University. Ihre 2019 eingereichte Doktorarbeit, die von Nobelpreisträger Joseph E. Stiglitz betreut wurde, trug den Titel «Solving Cooperation Problems over International Taxation: Power, Legitimacy and Sovereignty». Damit wurde sie 2019 zur Doktorin der Staatswissenschaften (Dr. rer. publ. HSG) an der Universität St. Gallen promoviert.
Ab 2016 arbeitete sie daneben als persönliche Mitarbeiterin von Weltwirtschaftsforum-Gründer Klaus Schwab und war Vorsitzende der Community of Chairpersons des Weltwirtschaftsforums, der über hundert Vorsitzende globaler Unternehmen angehören.

## Politischer Werdegang
Nach dem Entzug des Vertrauens gegenüber Aurelia Frick, der bisherigen FBP-Regierungsrätin, durch den Liechtensteinischen Landtag am 2. Juli 2019 suchte die Führung der Fortschrittlichen Bürgerpartei eine Nachfolgerin für Frick als Aussen-, Justiz- und Kulturministerin. Am 3. September nominierte der Parteivorstand der FBP Katrin Eggenberger, die bis dahin in keiner Partei politisch aktiv gewesen war, als neue Regierungsrätin. Am 6. November 2019 wurde Eggenberger vom Landtag mit 18 Stimmen zur neuen Regierungsrätin gewählt, am 11. November von Erbprinz Alois von und zu Liechtenstein zur Regierungsrätin ernannt und am selben Tag von Regierungschef Adrian Hasler als solche vereidigt. Sie übernahm in der Regierung des Fürstentums Liechtenstein die Verantwortung für die Ressorts Äusseres, Justiz und Kultur. Im Alter von 37 Jahren, wurde Katrin Eggenberger als eine der jüngsten Ministerinnen weltweit vereidigt. 
Während ihrer Amtszeit reichte Liechtenstein 2020 beim Europäischen Gerichtshof für Menschenrechte in Strassburg eine Staatenbeschwerde gegen die Tschechische Republik ein. Das Fürstentum stellte sich dabei auf den Standpunkt, dass seit 1945 die Souveränität Liechtensteins von Tschechien nicht vollumfänglich anerkannt werde. Am 28. Januar 2020 unterzeichnete Katrin Eggenberger als liechtensteinische Aussenministerin in London das Austrittsabkommen zwischen den EWR/EFTA-Staaten Island, Liechtenstein und Norwegen und dem Vereinigten Königreich. Das Abkommen sollte den betroffenen Personen und Unternehmen die Sicherheit geben, dass sie erworbene Rechte nicht verlieren und dass bereits laufende Verfahren nach den bisher geltenden Regeln abgewickelt würden. Das letzte Amtsjahr 2020 war schliesslich stark geprägt von der Bewältigung der Corona-Pandemie. Katrin Eggenberger setzte sich dabei in ihrer Funktion als Regierungsrätin für Kultur für eine Nothilfe auch für Kulturschaffende ein.
Mit Ende der Amtszeit der Regierung Hasler nach der Landtagswahl in Liechtenstein 2021 schied Katrin Eggenberger am 25. März 2021 aus der Liechtensteinischen Regierung wieder aus.